# Aicardis syndrom
Aicardis syndrom är ett syndrom som bland annat innebär avvikelser i hjärnbalken, dessa avvikelser resulterar ofta i en förbindelse mellan de båda hjärnhalvorna så kallad corpus callosum. Syndromet innebär också att näthinnan har retinala lakuner och innebär epilepsi.
Syndromet drabbar endast flickor och pojkar med två X-kromosomer.